# Løten
Løten ist eine Kommune im norwegischen Fylke Innlandet. Die Kommune hat 7931 Einwohner (Stand: 1. Januar 2025) und liegt östlich der Stadt Hamar. Verwaltungssitz ist der gleichnamige Ort Løten.

## Geografie

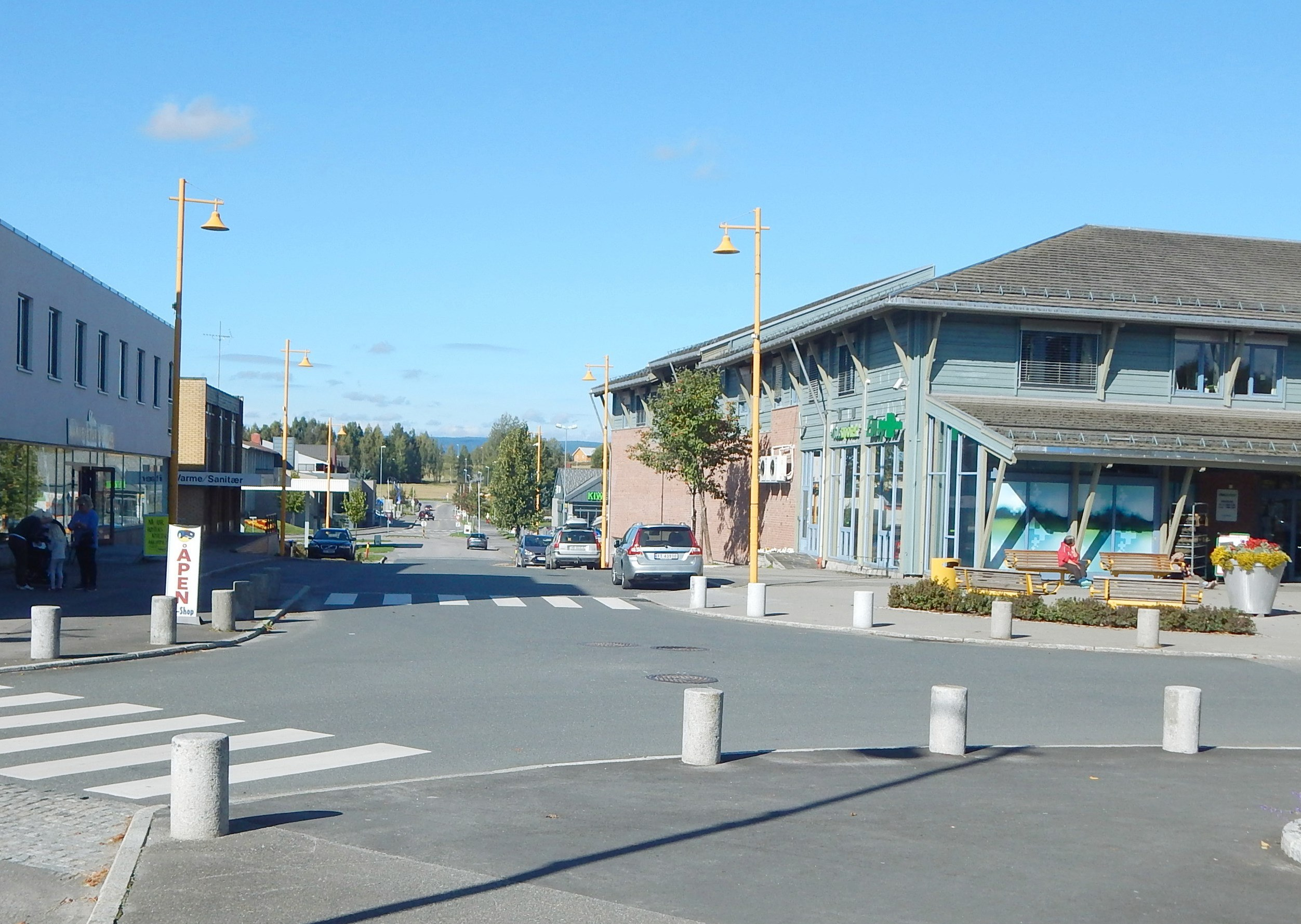
Blick auf das Zentrum von Løten

Die Kommune Løten liegt im Gebiet zwischen dem weiter westlich gelegenen See Mjøsa und dem weiter östlich gelegenen Tal Østerdalen. Mit einer Nord-Süd-Ausdehnung von rund 50 Kilometern und einer West-Ost-Ausdehnung von rund 15 Kilometern nimmt die Kommune eine längliche Form an. Løten grenzt an Åmot im Nordosten, Elverum im Osten, Våler im Südosten, Stange im Südwesten sowie an die Kommune Hamar im Westen. Der Rokosjøen ist ein See im Zentrum von Løten. Die Gesamtfläche der Kommune beträgt 369,44 km², wobei Binnengewässer zusammen 7,15 km² ausmachen.
Im Süden und Osten der Kommune ist das Terrain von kleineren, bewaldeten Hügeln geprägt. Die Erhebung Gitvola im Norden von Løten stellt mit einer Höhe von 851,88 moh. den höchsten Punkt der Kommune Løten dar. Im Norden der Kommune liegen größere Moorgebiete.

## Einwohner
Die meisten Einwohner leben im Zentrum der Kommune, wo die für die Landwirtschaft am besten geeigneten Böden vorzufinden sind. Die Zahl der Einwohner begann schwach anzusteigen, nachdem sie von 1950 bis in die 1970er-Jahre noch rückläufig war. In der Gemeinde liegen mehrere sogenannte Tettsteder, also mehrere Ansiedlungen, die für statistische Zwecke als eine städtische Siedlung gewertet werden. Diese sind Ådalsbruk mit 852, Løten mit 2964 und Løiten Brænderi mit 924 Einwohnern (Stand: 1. Januar 2024).
Die Einwohner der Gemeinde werden Løtensokning genannt. Offizielle Schriftsprache ist wie in vielen Kommunen in Innlandet Bokmål, die weiter verbreitete der beiden norwegischen Sprachformen.
| Jahr          | 1986 | 1990 | 1995 | 2000 | 2005 | 2010 | 2015 | 2020 | 2025 |
| ------------- | ---- | ---- | ---- | ---- | ---- | ---- | ---- | ---- | ---- |
| Einwohnerzahl | 7038 | 7067 | 7088 | 7188 | 7271 | 7272 | 7552 | 7674 | 7931 |

## Geschichte und Kultur
Westlich von Løten liegt der vermutlich aus der Eisenzeit (400–600 n. Chr.) stammende Steinring auf Veen. Er besteht aus sieben großen Blöcken, die ursprünglich kreisförmig angeordnet waren. Der Steinring auf Veen ist einer von zwei Steinringen in der Hedmark und liegt in einem Kiefernwald etwa 500 Meter südwestlich von Veenskrysset.
Die Løten kirke ist eine Kirche, die um das Jahr 1200 erbaut wurde. Das Kirchgebäude wurde mehrmals umgebaut und erweitert. Im 19. Jahrhundert wurde die Kirche stark vergrößert, so dass sie nach dem Umbau etwa doppelt so groß war wie zuvor. Im Jahr 1873 erhielt die Kirche einen Westturm. Am Rokosjøen befinden sich Kirchruinen aus dem Mittelalter. Das Klevfos industrimuseum ist ein Industriemuseum in einer ehemaligen Zellulose- und Papierfabrik.
Bis zum 31. Dezember 2019 gehörte Løten dem damaligen Fylke Hedmark an. Dieses ging im Zuge der Regionalreform in Norwegen in das zum 1. Januar 2020 neu geschaffene Fylke Innlandet über.

## Wirtschaft und Infrastruktur

### Verkehr
Durch die Kommune führt in Ost-West-Richtung der Riksvei 3, die Hauptverbindung zwischen Oslo und der Region Østerdalen. Der Riksvei 3 stellt Richtung Osten die Anbindung in die Stadt Elverum her. Bei der Ortschaft Slettemoen im Westen der Kommune Løten knickt die Straße in den Süden ab und mündet in der Nachbarkommune Stange in die Europastraße 6 (E6). Der Fylkesvei 25 führt von Slettemoen weiter in den Westen zur Stadt Hamar. Auch der Fylkesvei 25 stellt die Anbindung an die E6 her. In der Region um die Orte Løten und Ådalsbruk ist das Straßennetz am dichtesten. Etwas südlich des Riksveis 3 und des Fylkesveis 25 verläuft die Bahnlinie Rørosbanen in West-Ost-Richtung durch Løten. Der Bahnhof von Løten wurde im Jahr 1862 eröffnet. Die Entfernung zum Osloer Hauptbahnhof Oslo S beträgt rund 144 Schienenkilometer.

### Wirtschaft
Die Landwirtschaft und Forstwirtschaft sowie die industrielle Verarbeitung der aus der Landwirtschaft gewonnenen Produkte ist traditionell von hoher Bedeutung für die Kommune. Angebaut wird unter anderem Getreide und Kartoffeln. Zudem ist auch die Tierhaltung typisch für die Landwirtschaft in der Kommune. Dabei ist sowohl die Milchproduktion als auch die Haltung von Schweinen und Geflügel verbreitet. In der Brennerei Løiten (Løiten brænderi) wurden lange Spirituosen, Marmelade und Säfte produziert. Die Lebensmittelindustrie spielt heute allerdings nur noch eine geringe Rolle. Im Jahr 2021 arbeiteten von rund 3720 Arbeitstätigen nur etwa 1130 in Løten selbst. Rund 1080 pendelten in die Nachbarkommune Hamar. Jeweils über 200 Personen waren zudem in den Kommunen Stange, Elverum und Ringsaker tätig.

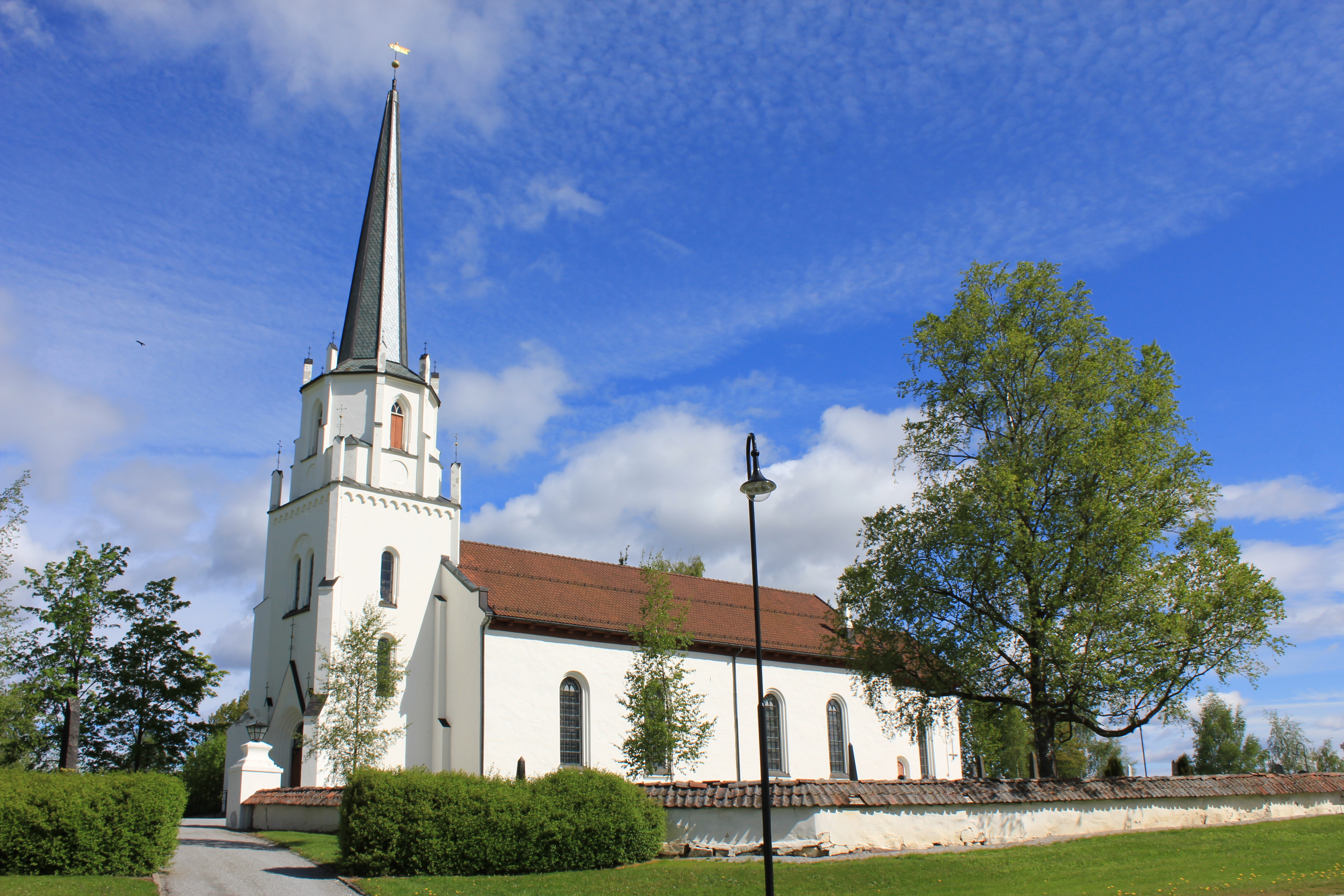
Kirche von Løten
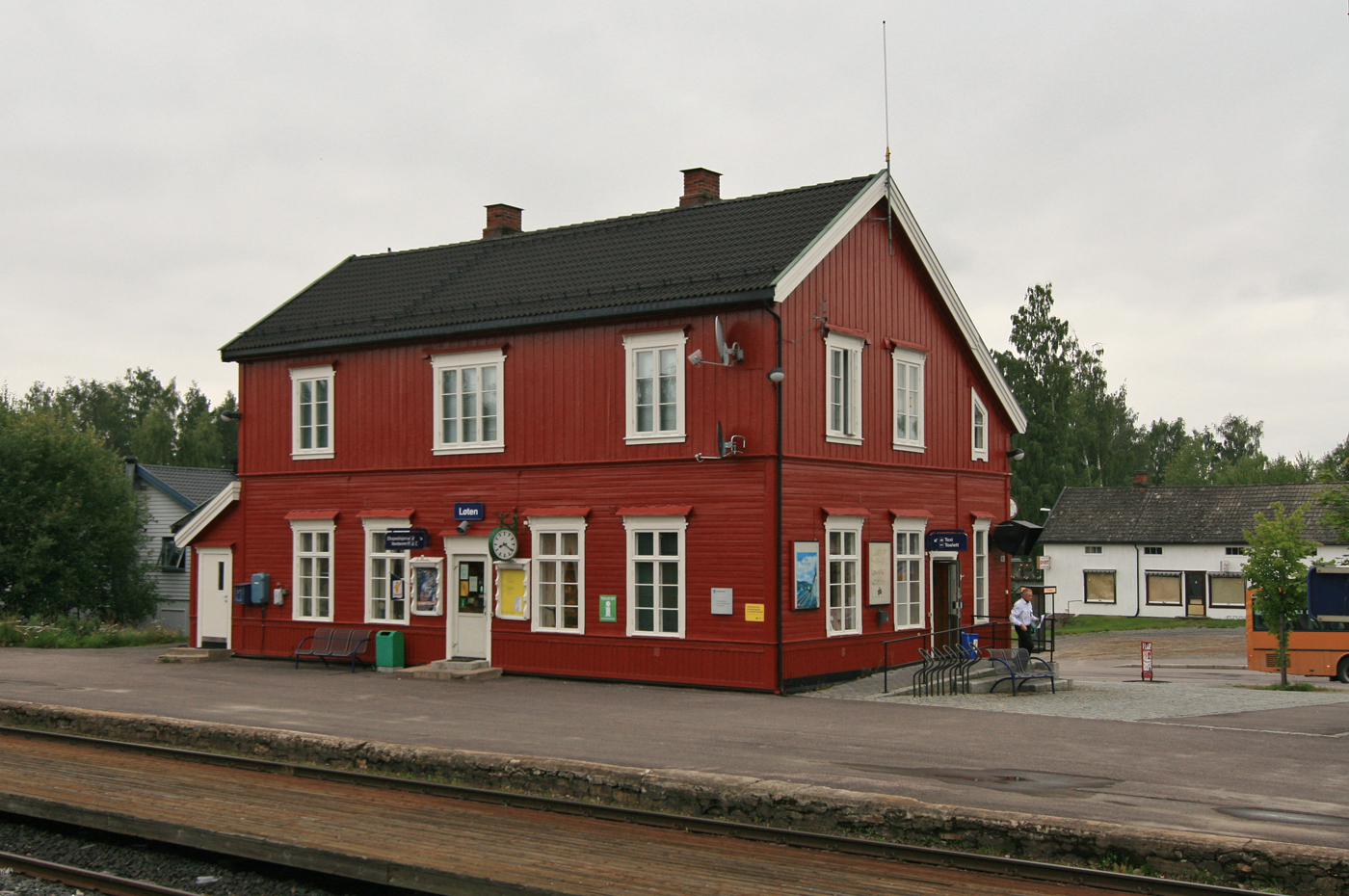
Bahnhof von Løten
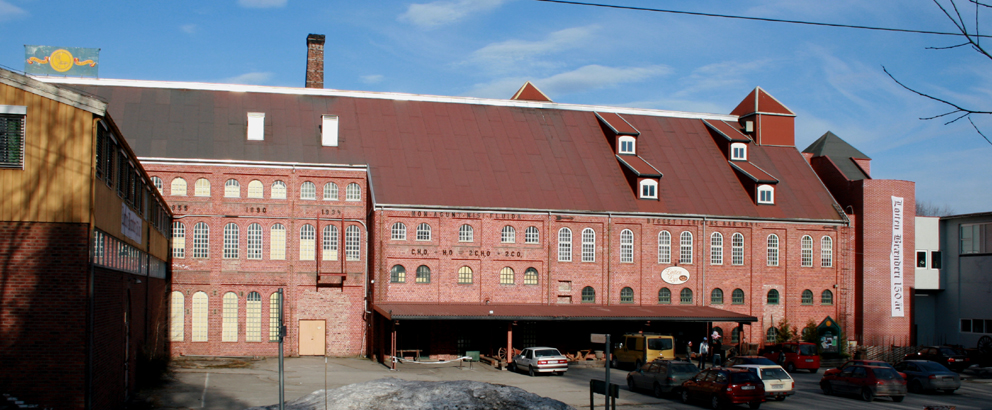
Brennerei Løiten

## Name und Wappen
Das seit 1984 offizielle Wappen der Kommune zeigt ein goldenes Trinkhorn auf rotem Hintergrund (norwegisch „I rødt et gull drikkehorn“). Der Gemeindename leitet sich vom altnordischen Namen Lautin ab. Dieser Hofname setzt sich aus den beiden Bestandteilen laut (deutsch kleines Tal, Erdvertiefung) und vin (deutsch Wiese) zusammen.

## Persönlichkeiten
- Edvard Munch (1863–1944), Maler
- Helmer Hermandsen (1871–1958), Sportschütze
- Engebret Skogen (1887–1968), Sportschütze
- Lars Høgvold (1888–1963), Skisportler
- Einar Frogner (1893–1955), Politiker
- Alv Kjøs (1894–1990), Politiker und Offizier
- Peter Jamvold (1896–1962), Segler
- Ivar Martinsen (1920–2018), Eisschnellläufer